# Dahod (Stadt)
Dahod ist eine Stadt im Bundesstaat Gujarat im Westen Indiens. Sie ist Hauptstadt des gleichnamigen Distrikts Dahod. Dahod hat den Status einer Municipality (Gemeinde) und ist in 16 Wards gegliedert. Sie liegt Nahe der Grenze zu den Staaten Rajasthan und Madhya Pradesh. Von Dahod sind es nach Ahmedabad 214 Kilometer und nach Vadodara 159 Kilometer.
Der Mogulkaiser Aurangzeb wurde 1618 in der Festung von Dahod geboren. Aurangzeb soll später seinen Ministern befohlen haben, diese Stadt zu bevorzugen, da sie sein Geburtsort war.

## Demografie
Die Einwohnerzahl der Stadt liegt laut der Volkszählung von 2011 bei 118.846 und die der Agglomeration bei 130.503. Dahod hat ein Geschlechterverhältnis von 964 Frauen pro 1000 Männer und damit einen für Indien üblichen Männerüberschuss. Die Alphabetisierungsrate lag bei 83,0 % im Jahr 2011. Knapp 65,1 % der Bevölkerung sind Hindus, ca. 31,6 % sind Muslime und ca. 3,3 % gehören anderen Religionen an. 14,0 % der Bevölkerung sind Kinder unter sechs Jahren.

## Wirtschaft
Dahod ist auch ein medizinisches Zentrum für Gujarat und die angrenzenden Staaten Rajasthan und Madhya Pradesh. Dahod beherbergt einige gemeinnützige Gesundheitszentren wie das Urban Bank Hospital, den Anjuman Trust und das Government Hospital. In der Stadt befindet sich auch eine gemeinnützige Augenklinik.
Dahod wurde als eine der hundert indischen Städte ausgewählt, die unter der Flaggschiff-Mission Smart Cities von Premierminister Narendra Modi als Smart City entwickelt werden sollen.

## Infrastruktur
Der Bahnhof von Dahod ist Teil der Western Railway Zone von Indian Railways und liegt auf der Strecke von Delhi nach Mumbai. Dahod ist zudem mit allen wichtigen Städten von Gujarat durch öffentliche Verkehrsmittel verbunden, die von der Gujarat State Road Transport Corporation betrieben werden.

## Persönlichkeiten
- Aurangzeb (1618–1707), Großmogul von Indien